# Marcus Túlio Tanaka
Marcus Túlio Tanaka (jap. 田中マルクス闘莉王 Tanaka Marukusu Tūrio; ur. 24 kwietnia 1981 w São Paulo, Brazylia) – japoński piłkarz grający na pozycji obrońcy.

## Kariera
Urodził się w brazylijskim São Paulo. Jego rodzicami byli Japończyk oraz Brazylijka. W wieku 16 lat wyjechał do akademii Shibuya Makuhari w Japonii.
Karierę seniorską rozpoczął w klubie Sanfrecce Hiroszima. W 2003 roku został wypożyczony do drugoligowego klubu Mito HollyHock.

### Urawa Red Diamonds (2004–2009)
W 2004 roku został zawodnikiem klubu Urawa Red Diamonds. W tym samym roku wraz z klubem sięgnął po drugie miejsce w lidze. Rok później Urawa Reds zdobyli ponownie wicemistrzostwo. W 2006 roku Túlio Tanaka świętował zdobycie Pucharu Cesarza, najważniejszych rozgrywek pucharowych w Japonii. W tym samym roku został wybrany MVP J1 League. Po zdobyciu w 2007 roku mistrzostwa kraju klub z Saitamy miał prawo gry w Azjatyckiej Lidze Mistrzów. W Klubowych Mistrzostwach Świata 2007 jego klub zajął trzecie miejsce. W 2010 roku Tanaka postanowił opuścić swój dotychczasowy klub i przeniósł się do innego klubu z J-League, Nagoya Grampus. W sumie w Urawa Red Diamonds występował przez 5 sezonów, zagrał dla niego w 168 meczach i zdobył 37 goli, zawsze był wybierany do najlepszej „jedenastki” ligi.

### Kariera reprezentacyjna
10 października 2003 uzyskał japońskie obywatelstwo, które pozwalało mu na grę dla Japonii. Tanaka w 2004 roku wystąpił na Igrzyskach Olimpijskich w Atenach. W seniorskiej reprezentacji Japonii zadebiutował 9 sierpnia 2006 roku w meczu z Trynidadem i Tobago. W maju 2010 roku został powołany do kadry na Mistrzostwa świata 2010. 30 maja 2010 roku w jednym z ostatnich meczów przed mistrzostwami świata, rozegranym przeciwko Anglii, Tanaka zdobył bramkę dwie bramki, w tym jedną samobójczą. Mecz zakończył się wynikiem 2:1 dla Anglików. 4 czerwca 2010 roku po jego wślizgu w meczu przeciwko WKS, Didier Drogba doznał złamania ręki, co wykluczyło jego występ na MŚ.

### Statystyki
| Sezon | Klub                | Liga      | Mecze | Gole |
| ----- | ------------------- | --------- | ----- | ---- |
| 2001  | Sanfrecce Hiroszima | J1 League | 17    | 1    |
| 2002  | Sanfrecce Hiroszima | J1 League | 22    | 1    |
| 2003  | Mito HollyHock      | J2 League | 42    | 10   |
| 2004  | Urawa Red Diamonds  | J1 League | 21    | 3    |
| 2005  | Urawa Red Diamonds  | J1 League | 26    | 9    |
| 2006  | Urawa Red Diamonds  | J1 League | 33    | 7    |
| 2007  | Urawa Red Diamonds  | J1 League | 26    | 3    |
| 2008  | Urawa Red Diamonds  | J1 League | 31    | 11   |
| 2009  | Urawa Red Diamonds  | J1 League | 31    | 4    |
| 2010  | Nagoya Grampus      | J1 League | 29    | 6    |
| 2011  | Nagoya Grampus      | J1 League | 31    | 6    |
| 2012  | Nagoya Grampus      | J1 League | 33    | 10   |
| 2013  | Nagoya Grampus      | J1 League | 27    | 4    |
| 2014  | Nagoya Grampus      | J1 League | 31    | 7    |
| 2015  | Nagoya Grampus      | J1 League | 30    | 5    |

## Sukcesy

### Drużynowe
- Superpuchar Japonii (1): 2006
- J-League (1): 2006
- Azjatycka Liga Mistrzów (1): 2007
- Puchar Japonii (2): 2005, 2006

### Indywidualne
- Najlepsza „jedenastka” J-League (6): 2004, 2005, 2006, 2007, 2008, 2009
- MVP J-League (1): 2006
- Japoński piłkarz roku: 2006